# Пасым (гмина)
Пасым (пол. Pasym) — городско-сельская гмина (волость) в Польше, входит как административная единица в Щитненский повет, Варминьско-Мазурское воеводство. Население — 5156 человек (на 2004 год).

## Демография
| Перепись                       | Всего   | Всего | Женщины | Женщины | Мужчины | Мужчины |
| ------------------------------ | ------- | ----- | ------- | ------- | ------- | ------- |
| Единицы                        | человек | %     | человек | %       | человек | %       |
| Население                      | 5156    | 100   | 2589    | 50,2    | 2567    | 49,8    |
| Плотность населения (чел./км²) | 34,5    | 34,5  | 17,3    | 17,3    | 17,2    | 17,2    |

## Поселения
1. Дыбово
2. Дзверштыны
3. Эльганово
4. Гром
5. Гжегжулки
6. Юрги
7. Кшивонога
8. Лелешки
9. Михалки
10. Милуки
11. Нарайты
12. Рудзиска-Пасымске
13. Русек-Вельки
14. Рутки
15. Седлиска
16. Слонечник
17. Тыльково

## Соседние гмины
1. Гмина Дзвежуты
2. Гмина Едвабно
3. Гмина Пурда
4. Гмина Щитно